# リュシマコス
リュシマコス（ギリシャ語: Λυσίμαχος, ラテン文字転写: Lysimachos、紀元前360年 - 紀元前281年、在位：紀元前306年 - 紀元前281年）はアレクサンドロス3世に仕えたマケドニア王国の将軍であり、彼の死後のトラキア、小アジア、マケドニアの王である。リュシマコスはディアドコイの一人としてトラキアに拠ってディアドコイ戦争を戦った。

## ディアドコイ戦争以前
リュシマコスはクランノン出身の宮廷の道化師であったテッサリア人アガトクレスの子として、マケドニアのペラにて生まれた。リュシマコスはアレクサンドロス3世の東征に側近護衛官の一人として参加して王の傍で戦い、紀元前326年のサンガラでのインド人との戦いで負傷した。また、リュシマコスはインドの哲学者（バラモン僧）のカラノスに師事し、カラノスが死んだ時には彼の馬を贈られた。
アレクサンドロスの死後紀元前323年に開かれたバビロン会議でリュシマコスはトラキアとケルソネソスの太守に任じられ、その間オドリュサイ人の王セウテス3世と戦った。
紀元前321年頃に結婚した最初の妻は帝国摂政アンティパトロスの娘ニケアで、その間に、息子アガトクレス、二人の娘エウリュディケ、アルシノエ1世の3人の子をもうけた。のちにエウリュディケはアンティパトロス朝のマケドニア王アンティパトロス2世の妃に、アルシノエ1世はプトレマイオス朝エジプトのプトレマイオス2世ピラデルポスの最初の王妃・女王となった。

## ディアドコイ戦争

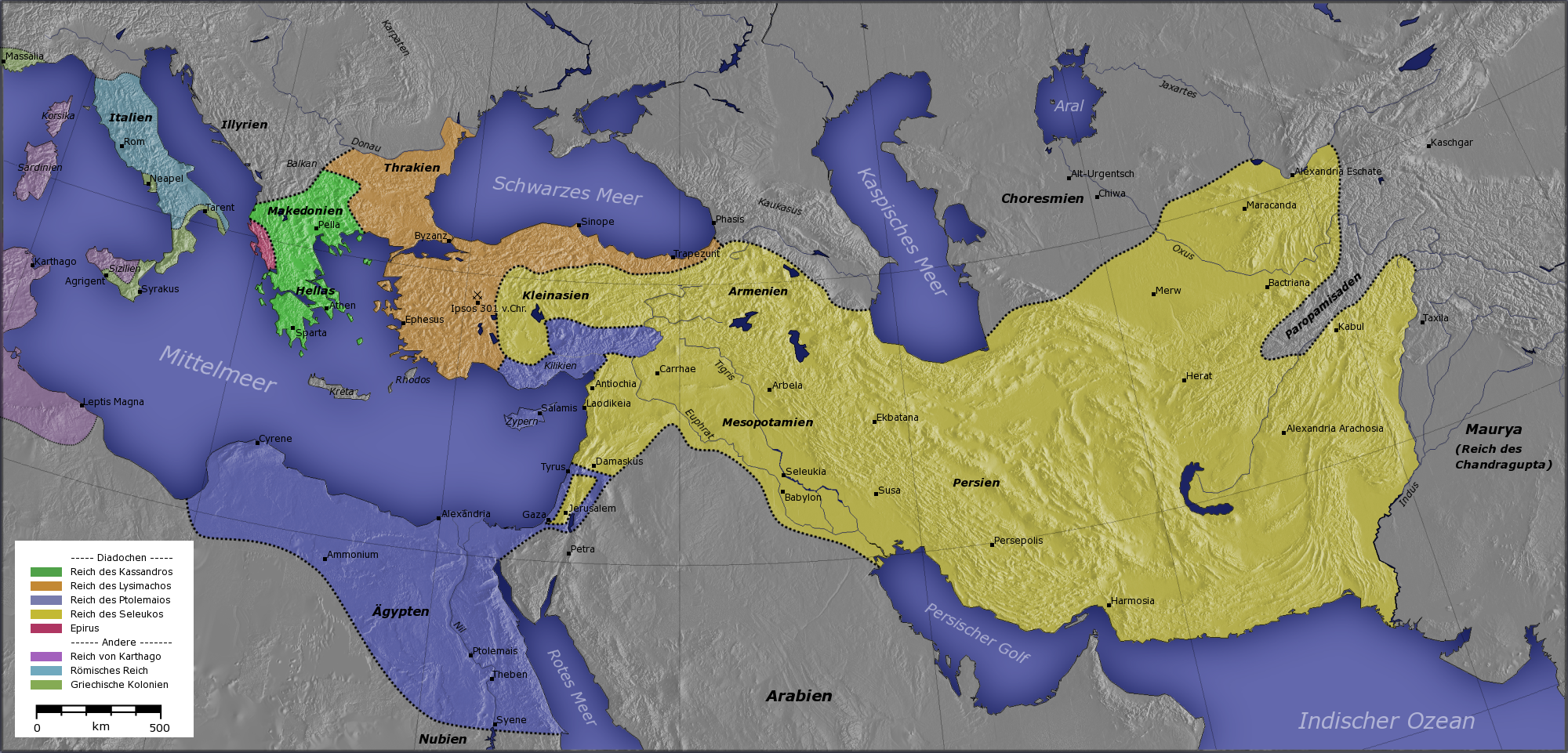
イプソスの戦いの後の紀元前301年
プトレマイオス1世
カッサンドロス
リュシマコス
セレウコス1世
エピロス
他
カルタゴ
共和政ローマ
諸ギリシア植民地

アレクサンドロスの死後、遺将達による大規模な争いが起きた。所謂、ディアドコイ戦争である。その経過でポリュペルコンとカッサンドロスが帝国の摂政位を奪いあった。この時、リュシマコスはカッサンドロスを支持した。紀元前318年、トラキアでポリュペルコン派の将軍クレイトスがカッサンドロス派との戦いに敗れてマケドニアに逃れようとしたが、リュシマコスは彼を討ち取った。
紀元前315年、リュシマコスはエウメネスを倒して強大化していたアンティゴノスに対抗してカッサンドロス、プトレマイオス、セレウコスと同盟を結んだ。そして紀元前306年にアンティゴノスが王を称すると、彼もそれに倣いトラキア、小アジアそしてマケドニアの王を称した。
紀元前302年、アンティゴノスがギリシアや東地中海において攻勢を強めると、リュシマコスは再びカッサンドロス、プトレマイオス、セレウコスらと2度目の対アンティゴノス同盟を結び、カッサンドロスから兵士の提供を受けて小アジアに攻め込むも、アンティゴノスの接近を受けてヘラクレア近郊へ引いた。その際、ヘラクレアの僭主クラテロスの未亡人で摂政のアマストリスと結婚した。
紀元前301年、リュシマコスはセレウコスと連合し、イプソスの戦いでアンティゴノスを敗死させる。勝者たちはアンティゴノスの遺領を分割し、そのうちリュシマコスはリュディア、イオニア、フリュギアそして小アジアの北岸を得た。その後、セレウコスの強大化に脅威を感じたリュシマコスはプトレマイオスと同盟し、アマストリスと離婚してプトレマイオスの娘アルシノエ2世と結婚した。アルシノエとの間にはプトレマイオス1世エピゴノイ、リュシマコス、ピリッポスの息子をもうけた。
紀元前297年からカッサンドロスの息子たち（アンティパトロス2世とアレクサンドロス5世）がマケドニアの王位をめぐって争うと、それに介入したリュシマコスはアンティパトロスを説得してデメトリオス（アンティゴノスの子）の援助を得ていたアレクサンドロスと和解させようとしたが失敗した。この頃、リュシマコスはゲタイ人の王ドロミカイテスと戦っており、その上でデメトリオスとも戦う二正面作戦を避けようとし、紀元前294年にアンティパトロスを見捨ててデメトリオスと講和し、（既にアレクサンドロスを殺していた）デメトリオスの王位を認めた。アンティパトロスがリュシマコスの支援打ち切りに不平を漏らしたため、リュシマコスは彼を殺した。その後、デメトリオスはかつての大帝国を再興しようとしたが、リュシマコスはプトレマイオス、セレウコスと手を組んで彼と戦い、紀元前288年、リュシマコスはエピロス王ピュロスと共にマケドニアに攻め込み、デメトリオスから国を奪った。彼らはマケドニアを共同で統治したが、紀元前284年にリュシマコスはピュロスを追放し、単独のマケドニア王となった。

## 晩年

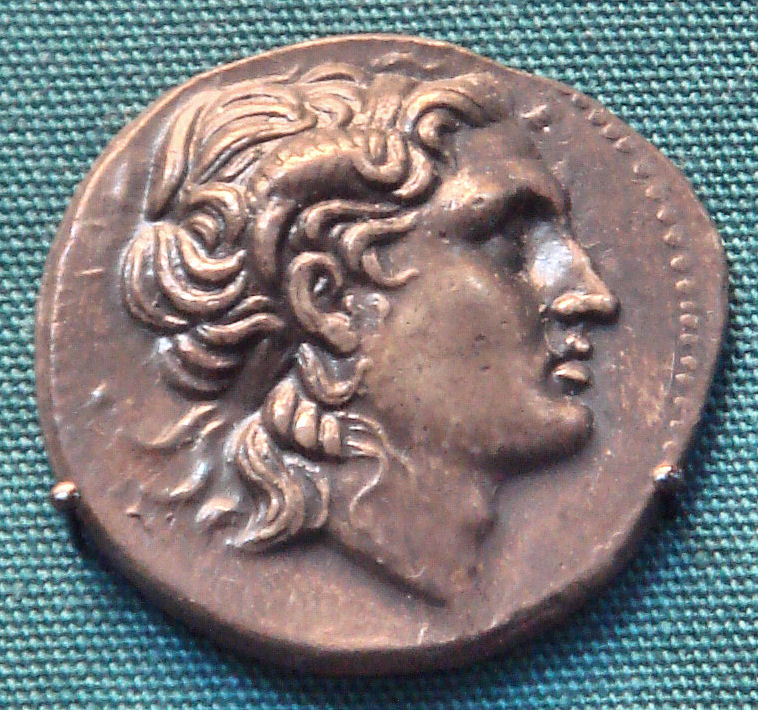
リュシマコスが発行した4ドラクマ銀貨。肖像はアレクサンドロス3世

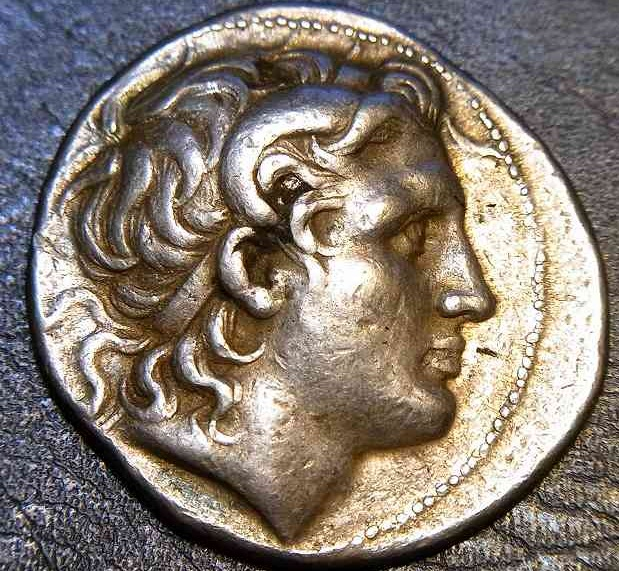
リュシマコスが発行した4ドラクマ銀貨。肖像はアレクサンドロス3世

後継者問題はリュシマコスの晩年を不幸なものとした。紀元前284年、アルシノエはリュシマコスの長子アガトクレスを差し置いて自身の息子に王位を継がせようとし、アガトクレスに対し陰謀を企て、アガトクレスが反乱を企んでいるという讒言を受けたリュシマコスはアガトクレスを処刑した。この事件によって、多くのアジアの都市がリュシマコスに対して反乱を起こし、多くのアガトクレスの友人たちがリュシマコスを見限ってセレウコスの側についた。
アガトクレスの未亡人リュサンドラ（プトレマイオス1世の娘）はセレウコスの元へ逃げ込み、セレウコスはリュシマコスのアジア領へ攻め込んだ。時にリュシマコス79歳、セレウコス77歳であった。紀元前281年、リュシマコスはセレウコスとコルペディオンにて戦い（コルペディオンの戦い）、敗死した。リュシマコスはマラコンというヘラクレイア人の槍を受けて死んだという。そのあとリュシマコスの遺体は発見されるまで彼の犬が鳥や獣から守り続けたという。リュシマコスの遺体は息子アレクサンドロスの元へ届けられ、リュシマケイアに埋葬された。
リュシマコスの王国はセレウコスによって併合された。しかし、その直後にセレウコスはマケドニア王位を狙った同行者のプトレマイオス・ケラウノス（アルシノエの異母兄弟。父と対立してエジプトを追われ、アルシノエのもとに身を寄せていた。）によって殺害され、リュシマコスのマケドニアとトラキアの王位はケラウノスによって継承された。間もなくそのケラウノスもマケドニアにおけるガリア人との戦いで戦死した。

## 人物
ある時、アレクサンドロスの不興を買って手足を縛られ、耳と鼻と唇を削がれて見世物にされていた哲学者のカリステネスを哀れに思ったリュシマコスはカリステネスに毒を与えて死なせてやった。これに怒ったアレクサンドロスによってリュシマコスはライオンの檻に投げ込まれたが、リュシマコスはライオンを素手で倒し、感嘆した王に許された。このようにリュシマコスは勇猛な戦士であった。

## 逸話
ビテュニアのニカイアは、アンティゴネアの街を支配することになったリュシマコスが、紀元前300年頃、亡き妻ニケアに敬意を表して彼女の名にちなみ街の名を改めたものである。

## 註
1. ↑  アッリアノス, VI. 28
2. ↑  ibid, V. 24
3. ↑  ibid, VII. 3
4. ↑  ユスティヌス, XIII. 4
5. ↑  ディオドロス, XVIII. 3
6. ↑  ユスティヌス, XV. 1
7. ↑  ibid, XV. 2
8. ↑  ibid, XV. 4
9. ↑  ibid, XVI. 1
10. ↑  ibid, XVI.1-2
11. ↑  ibid, XVI. 2
12. ↑  ibid, XVI. 3
13. ↑  ibid, XVII. 1
14. 1 2  メムノン, 『ヘラクレイア史』, 5
15. ↑  ユスティヌス, XVII. 2
16. ↑  ユスティヌス, XXIV. 2
17. ↑  ibid, XV. 3